# Ольявідово
Ольяві́дово (рос. Ольявидово) — присілок у складі Дмитровського міського округу Московської області, Росія.

## Населення
Населення — 1026 осіб (2010; 968 у 2002).
Національний склад (станом на 2002 рік):
- росіяни — 82 %